# Конуэй, Гэри
Гэри Конуэй (англ. Gary Conway; род. 4 февраля 1936, Бостон) — американский актёр и сценарист.

## Биография
Конуэй родился 4 февраля 1936 года в Бостоне, штат Массачусетс.
Он много лет был женат на Мэриан Макнайт, которая была обладательницей титула Мисс Америка 1957 года. Они впервые встретились, будучи студентами Калифорнийского университета в Лос-Анджелесе, где Конуэй изучал искусство. У пары двое детей, Гарет и Кэтлин.
Конуэй и Макнайт работали вместе в производстве фильмов и написании сценариев. Они владели винодельней под названием Кармоди Макнайт, которую они открыли в 1985 году. Они продали её компании Justin Vineyards & Winery в 2019 году.

## Карьера
В 1960 году Конуэй появился в роли санитара в телевизионном вестерне «Индивидуалист» в эпизоде.
В 1966 году Конуэй снял неудачный телевизионный пилотный проект «Штурм!», снятый продюсерами «Боя!» о морской пехоте США в Тихом океане в 1942 году. С 1968 по 1970 год Гэри Конуэй снимался в телесериале «Земля гигантов».
Конуэй снялся вместе с Бетт Дэвис в телевизионном фильме «Судья и Джейк Уайлер». В 1973 году Конуэй был показан в августовском номере журнала «Playgirl».
В 1987 году Гэри Конуэй объединился с Дином Занетосом, чтобы создать новую продюсерско-дистрибьюторскую компанию Ambush Entertainment Corporation, которая начала свою деятельность с трехсерийной программы, чтобы также заниматься видео- и телепроектами.